# Caminhada com Maria
A Caminhada com Maria, em devoção à padroeira de Fortaleza, Nossa Senhora da Assunção, é um evento religioso realizado anualmente no dia 15 de agosto. Consiste em um percurso de 12,5 km feito pelos fiéis a partir do Santuário de Nossa Senhora da Assunção, localizado no bairro de Vila Velha até a Catedral Metropolitana de Fortaleza, localizada no Centro da cidade.
Declarado por lei patrimônio cultural imaterial do Brasil, reúne cerca de 2 milhões de pessoas em um evento que concilia orações e louvores numa grande procissão rumo à Catedral.

## História
A Caminhada teve seu início em 2003, como parte da programação do Jubileu de 150 anos da Diocese do Ceará, e tem como objetivo resgatar as origens cristãs da cidade de Fortaleza que desde o século XVII tem registro dessa devoção. Sempre houve rápida adesão da população, cuja primeira edição teve 150 mil participantes.

## Programação
- Celebração Eucarística

Ao meio-dia há uma celebração presidida pelo Arcebispo de Fortaleza no Santuário de Nossa Senhora da Assunção.
- Caminhada

Às 14h começa a caminhada, partindo do Santuário, já com uma grande massa dos fieis. O ponto central é a Av. Leste Oeste. Esta parte do evento tem 12,5 km.
- Coroação e Bênção Final

Com a chegada na Catedral, por volta das 19h, acontece a coroação da imagem, símbolo de Nossa Senhora. Após este momento, o Arcebispo de Fortaleza concede a bênção final sobre os fieis, tendo assim o final do evento.

## Ligações Externas
- «Arquidiocese de Fortaleza»